# Mišo Smajlović
Drago Smajlović, detto Mišo (Sarajevo, 28 ottobre 1938), è un ex calciatore e allenatore di calcio jugoslavo, dal 1992 bosniaco, di ruolo attaccante.

## Palmarès

### Giocatore

#### Club
- Coppa Mitropa: 1

Čelik Zenica: 1970-1971

#### Individuale
- Capocannoniere della Prva Liga: 1

1962-1963 (18 gol)